# Heinz Brücher
Heinz Brücher (Darmstadt, 14 de janeiro de 1915 — Condorhuasi, Mendoza, Argentina, 17 de dezembro de 1991) foi um botânico e geneticista de origem alemã, membro científico-militar da "Unidade Especial de Ciências" Ahnenerbe do Terceiro Reich. Nascido na Alemanha obteve nacionalidade argentina

## Década de 1930 e nazismo
Brücher juntou-se ao NSDAP em 1934 (n o 3.498.152) e obteve seu doutorado em botânica de 1938 na Universidade de Tübingen, sua tese sobre a hirsutum Epilobium  Ele trabalhou com Erich von Tschermak-Seysenegg, que publicou um artigo em 1900 sobre a redescoberta das leis de Mendel, e permaneceu próximo a ele.
Na Universidade de Jena, onde participou do Instituto de Biologia Geral e Antropologia de Gerhard Heberer, Hauptsturmführer-SS, Brücher participou de um grupo nazista que transformou a universidade em uma instituição ligada ao NSDAP e que definiu a ciência como uma empresa política socialmente organizada. Gradualmente se especializou na batata, produto de consumo comum na Alemanha, e trabalhou, principalmente após o estabelecimento da economia de guerra, por meio do aumento do tempo de sua preservação por meio de melhoramentos genéticos . Dotado de uma coleção de sementes importantes da América Latina para esta cultura, Brücher conseguiu se posicionar como um intermediário essencial nessa questão, em particular a partir de 1941.
Afiliado à SS, publicou em 1936 um livro sobre Ernst Haeckel que o credita por ter avançado na “ciência nacional-socialista” e apresenta seu “gênio” como resultado da hereditariedade familiar. No ano seguinte, Günther Hecht  (de) de RuSHA (o órgão SS responsável pela "pureza da raça") qualificou este elogio de Haeckel e, em particular, exigiu que as disputas internas sobre o ensino de Haeckel cessassem.
Brücher é designado para Junho de 1943, então com 27 anos pela Ahnenerbe, instituto de pesquisa fundado pelo Reichsführer Himmler, para uma missão na Frente Oriental, na Rússia, com Hauptsturmführer Konrad von Rauch . Liderado pelo Russland-Sammelkommando e dirigido por Brücher, este, qualificado por um de seus futuros colegas como um ato de “  biopirataria  ”, visava em particular apoderar-se das coletas de sementes do botânico Nikolai Vavilov, que caiu em desgraça em 1940 devido à prioridade dada à tese Lysenkist e morreu em 1943. Foi o próprio Brücher, associado a Ernst Schäfer, que liderou a expedição alemã ao Tibete (1938-1939) e trouxe sementes salvas no Instituto SS de Lanach, que deu início a esta missão, ambos pedindo autorização para tanto, primeiro de junho de 1943, para Obergruppenführer Oswald Pohl.
A missão foi parcialmente bem-sucedida, com as sementes sendo transferidas para o SS Plant Institute no Lannach Castle em Graz ( Áustria ). No entanto, os nazistas só puseram as mãos nas sementes armazenadas em estações de estudo agrícola nos territórios ocupados (cerca de 200 estações entre Minsk e a Península da Crimeia ), com o principal biobanco de Leningrado escapando de sua captura. Como chefe do Instituto SS de Genética Vegetal em Lannach, Brücher esperava poder usar esta coleção saqueada, bem como a proveniente da expedição ao Tibete, para selecionar plantas adaptadas ao clima da Europa. Oriental, considerada uma parte integrante do Lebensraum nazista ("espaço vital").
Dentro Fevereiro de 1944, ele foi promovido a Untersturmführer (segundo-tenente) da Waffen-SS, designado para a equipe pessoal de Himmler.
Dentro Fevereiro de 1945, Brücher recebe ordens visando a destruição do Instituto SS de Genética Vegetal de Lanach para evitar sua captura pelos Aliados, mas se recusa a fazê-lo.

## Argentina
Dentro Outubro de 1948, ele emigrou para a Argentina a bordo do SS Orinoco, com 400  kg de bagagem - provavelmente algumas das sementes roubadas - e talvez com o auxílio de redes de exfiltração nazistas . Em 1948 foi nomeado professor de genética e botânica na Universidade de Tucumán, mantendo seu nome verdadeiro. A partir de 1954, tornou-se professor em Caracas, depois em Assunção e, finalmente, novamente na Argentina, em Mendoza e Buenos Aires . Ele também foi professor de 1964 a 1965 em Pretória (África do Sul).
Ele então escreveu vários artigos de etnobotânica, obtendo relativo reconhecimento científico por seus artigos sobre cereais . Entre 1954 e 1958, ele trabalhou para o departamento de pesquisa científica da Universidade de Cuyo, chefiado por Walter Georgii  (de), um ex-mestre da espionagem nazista.
Ele foi convidado para a URSS pela Academia Soviética após a reabilitação de Vavilov em 1963, em uma exposição que ignorou sua participação no roubo das sementes deste. Parece que a URSS ignorou seu papel nesta expedição.
Em 1972, ele até conseguiu ser nomeado especialista em biologia pela UNESCO, nunca tendo sido julgado por seus atos cometidos durante a guerra.
Ele planejou escrever um livro sobre a batata concebido como uma resposta às críticas do botânico John Gregory Hawkes, mas nunca conseguiu concluí-lo. Um dicionário de cultivo seletivo de plantas descreve Brücher como um pesquisador com "idéias originais" que, no entanto, nem sempre conseguia convencer seus colegas de seus méritos.

## Assassinato
einz Brücher foi assassinado em sua casa na província de Mendoza em17 de dezembro de 1991, durante um assalto de acordo com a versão policial. Corria o boato de que ele estava trabalhando no desenvolvimento de um vírus contra a coca, o vírus Stella, e que era objeto de um contrato estabelecido pelos chefões do tráfico.